# Jan Fábera
Jan Fábera (25. června 1928 – 10. dubna 1984, Kladno) byl československý fotbalový obránce, trenér a funkcionář. V letech 1972–1978 generální sekretář Československého fotbalového svazu.

## Fotbalová kariéra
V československé lize hrál za Sokol Škoda Plzeň, ATK Praha a SONP Kladno. Nastoupil v 204 ligových utkáních a dal 5 gólů.

## Ligová bilance
| Ročník                                     | Zápasy | Góly | Klub              |
| ------------------------------------------ | ------ | ---- | ----------------- |
| Celostátní československé mistrovství 1949 | -      | 0    | Sokol Škoda Plzeň |
| Celostátní československé mistrovství 1950 | -      | 0    | ATK Praha         |
| Mistrovství československé republiky 1951  | -      | 0    | ATK Praha         |
| Mistrovství československé republiky 1952  | -      | 0    | SONP Kladno       |
| Přebor československé republiky 1953       | 13     | 0    | Baník Kladno      |
| Přebor československé republiky 1954       | 22     | 1    | Baník Kladno      |
| Přebor československé republiky 1955       | 22     | 0    | Baník Kladno      |
| 1. československá fotbalová liga 1956      | 22     | 0    | Baník Kladno      |
| 1. československá fotbalová liga 1960/1961 | 23     | 0    | Baník Kladno      |
| 1. československá fotbalová liga 1961/1962 | 20     | 0    | SONP Kladno       |
| 1. československá fotbalová liga 1962/1963 | 11     | 0    | SONP Kladno       |
| CELKEM                                     | 204    | 5    |                   |

## Trenérská kariéra
V lize trénoval SONP Kladno, dále v Súdánu získal s týmem Al Hillal mistrovský i pohárový titul a s reprezentací Súdánu vyhrál v roce 1970 mistrovství Afriky. V letech 1970–1972 byl s Jozefem Venglošem trenérem československé reprezentace do 23 let, se kterou získal v roce 1972 titul mistrů Evropy. Dále byl na klubové úrovni trenérem na Islandu a v Alžírsku.